# Мирошниченко, Павел Петрович (художник)
Павел Петрович Мирошниченко (укр. Павло Петрович Мірошниченко; 1 июля 1920, Беловодск — 28 декабря 2005, Севастополь) — советский и украинский живописец; член Союза художников Украины с 1965 года. Заслуженный художник Украины (1996). Участник Великой Отечественной войны.

## Биография
Родился 1 июля 1920 года в городе Беловодск. С 1939 по 1946 год проходил военную службу в Красной армии, участвовал в Великой Отечественной войне, во время войны был разведчиком артиллерийских и минометных частей, также заместителем комвзвода, прошёл боевой путь от Керчи до Праги. Член ВКП(б) с 1944 года.
В 1951 году окончил художественное училище им. Г. С. Самокиша в Симферополе, где учился по специальности у Михаила Щеглова, Михаила Крошицкого, Валентина Бернадского, Фёдора Захарова. В 1951—1960 годах работал учителем в севастопольской школе и судостроительном техникуме; в 1960—1972 годах руководил студией самодеятельных художников; одновременно в 1952—2000 годах работал в мастерских Художественного фонда. В 1965 году вступил в Союз художников СССР.
В 2000-м году Севастопольский художественный музей ходатайствовал о награждении Павла Петровича орденом «За мужество», который был вручен художнику на открытии его персональной выставки. Жил в Севастополе в доме по улице Гоголя. Умер в Севастополе 28 декабря 2005 года.

## Творчество
Работал в области станковой живописи, преимущественно создавал пейзажи. С 1952 года участвовал в городских, областных, республиканских, всесоюзных и зарубежных выставках. Персональные выставки состоялись в Севастополе в 1980 и 1998 годах.
Картины художника хранятся в Музее современного искусства Украины, Севастопольском художественном музее имени Крошицкого, Симферопольском художественном музее, музейных и частных коллекциях Германии, Польши, России, США, Франции, Чехии, Японии — 5 морских пейзажей приобретенных для японского Музея русского искусства.
Избранные работы:
- «Студент» (1955);
- «В порту» (1960);
- «Инкерман» (1961);
- «Лаванду собирают» (1962);
- «Гавань моряков» (1964);
- «Подготовка к регате» (1965);
- «Дорога в лесу» (1966);
- «Осень в предгорьях Крыма» (1967);
- «Город в горах» (1968);
- «Яхт-клуб» (1968);
- «Золотая долина» (1970);
- «Долина роз» (1970);
- «Вечер на Азовском море» (1971);
- «Село Мысовое» (1974);
- «Здесь живут рыбаки» (1975);
- «Окрестности Инкермана» (1976);
- «Осенний виноградник» (1976);
- «Весна в Алсу» (1977);
- «Севастопольская улица» (1978);
- «Южнобережный пейзаж» (1979);
- «Деревня в горах» (1980);
- «Голубой мыс» (1982);
- «Севастопольский пейзаж» (1983);
- «Зима в горах» (1985);
- «Судакская долина осенью» (1986);
- «Новая дорога» (1989);
- «Море у Мысового» (1996);
- «Зима в деревне» (1996);
- «Деревня рыбаков на Азове» (1996).

## Награды
- Медаль «За отвагу» (8 апреля 1944)[5];
- Орден Красной Звезды (3 октября 1944)[5];
- Орден Отечественной войны II степени (26 мая 1945)[5];
- Заслуженный художник Украины с 1996 года.